# Petra Lammert
Petra Lammert (Freudenstadt, 3 marzo 1984) è un'ex pesista e bobbista tedesca, campionessa europea indoor nel 2009 a Torino.
Ha un personale di 20,04 m.

## Biografia
Allenata da Dieter Kollark dal 2006 gareggia per la società SC Neubrandenburg.
Ai Campionati Europei Indoor di Madrid raggiunse il quarto posto nel getto del peso con 18,97 m. Sempre nello stesso anno ai campionati europei under 23 vinse l'oro. L'anno successivo dopo aver vinto il titolo nazionale (indoor ed outdoor), ha vinto il bronzo ai Campionati europei di atletica leggera 2006 a Göteborg. Lo stesso anno, a Malaga, ha vinto la Coppa Europa con 19,36 m.
Nel 2007 ha raggiunto il quinto posto ai mondiali di Osaka. A causa di vari infortuni non riuscì a partecipare ai Giochi Olimpici di Pechino 2008. Nel 2009 ai campionati europei indoor di Torino siglò la performance migliore della sua carriera. Con il suo personale di 19,66 metri riuscì infatti a vincere il titolo europeo.
Nel mese di luglio 2010, ai Campionati europei di Barcellona, dopo aver siglato la seconda misura del turno di qualificazione grazie ad un lancio a 18,48 metri, in finale raggiunse la sesta posizione.
Nel novembre 2010 ha abbandonato l'atletica a causa di persistenti problemi al gomito. L'anno dopo ha iniziato a dedicarsi al bob, come frenatrice di Sandra Kiriasis. Nel 2012 le due hanno vinto la medaglia d'argento ai Mondiali di Lake Placid.

## Palmarès

### Atletica leggera
| Anno | Manifestazione   | Sede       | Evento         | Risultato | Misura  | Note                          |
| ---- | ---------------- | ---------- | -------------- | --------- | ------- | ----------------------------- |
| 2003 | Europei juniores | Tampere    | Getto del peso | Bronzo    | 16,16 m |                               |
| 2005 | Europei indoor   | Madrid     | Getto del peso | 4ª        | 18,69 m | Miglior prestazione personale |
| 2005 | Europei under 23 | Erfurt     | Getto del peso | Oro       | 18,97 m |                               |
| 2005 | Mondiali         | Helsinki   | Getto del peso | 15ª       | 17,72 m |                               |
| 2006 | Mondiali indoor  | Mosca      | Getto del peso | 4ª        | 19,21 m |                               |
| 2006 | Europei          | Göteborg   | Getto del peso | Bronzo    | 19,17 m |                               |
| 2007 | Mondiali         | Osaka      | Getto del peso | 4ª        | 19,33 m |                               |
| 2009 | Europei indoor   | Torino     | Getto del peso | Oro       | 19,66 m | Miglior prestazione personale |
| 2010 | Europei          | Barcellona | Getto del peso | 4ª        | 18,94 m |                               |

### Bob

#### Mondiali
- 1 medaglia:
  - 1 argento (bob a due a Lake Placid 2012)